# Керимбек, Болат Бакбергенулы
Болат Бакбергенулы Керимбек (каз. Болат Бақбергенұлы Керімбек, род. 1 января 1982) — казахстанский государственный деятель, член Комитета по международным делам, обороне и безопасности Мажилиса Парламента Республики Казахстан VIII созыва.

## Биография

### Образование
Завершил обучение в Жетысуском государственном университете имени И. Жансугурова по специальности «Учитель истории, основ права и экономики». В дальнейшем обучался в Московском государственном университете им. М. В. Ломоносова и в Академии государственного управления при Президенте Республики Казахстан, где прошел аспирантуру по теме «Политические институты, процессы и технологии».

### Трудовая деятельность
Трудовую деятельность начал в качестве заведующего сектором Талдыкорганского городского представительства партии «Отан».
ВА дальнейшем перешёл работать в Управление развития языков Астаны, занимал различные должности: ведущий, главный специалист и начальник отдела. Позже был назначен старшим научным сотрудником в отделе истории индустриально-инновационного развития и этносоциальных процессов ГУ «Институт истории государства» Министерства образования и науки Республики Казахстан.
Некоторое время трудился в должности эксперта и консультанта в отделе внутренней политики Администрации Президента Республики Казахстан, затем был инспектором отдела внутренней политики.
С октября 2020 года по январь 2022 года руководил Управлением по развитию языков Алматинской области, а с января 2022 года по август 2022 года — Управлением внутренней политики данного региона.
С августа 2022 года по март 2023 года возглавлял Управление общественного развития области Жетісу.

## Выборные должности
С 28 марта 2023 года является депутатом Мажилиса Парламента Республики Казахстан VIII созыва. Выдвинут партией «Аманат» по партийным спискам. В Парламенте работает в должности члена Комитета по международным делам, обороне и безопасности.